# Archidiecezja Jaunde
Archidiecezja Jaunde – diecezja rzymskokatolicka w Kamerunie. Powstała w 1890 jako prefektura apostolska Kamerunu. Ustanawiana kolejno: wikariatem apostolskim Kamerunu (1905), wikariatem apostolskim Jaunde (1931), archidiecezją (1955).

## Biskupi diecezjalni
- Arcybiskupi metropolici
  - Abp Jean Mbarga od 2014
  - Abp Simon-Victor Tonyé Bakot 2003-2013
  - Abp André Wouking 1998 – 2002
  - Abp Jean Zoa 1961 – 1998
  - Abp René Graffin, C.S.Sp. 1955 – 1961
- Wikariusze apostolscy
  - Abp René Graffin, C.S.Sp. 1943 – 1955
  - Bp François-Xavier Vogt, C.S.Sp. 1931 – 1943
- Wikariusze apostolscy Kamerunu
  - Bp François-Xavier Vogt, C.S.Sp. 1923 – 1931
  - Bp Francis Hennemann, S.A.C. 1914 – 1922
  - Bp Enrico Vieter, S.A.C. 1904 – 1914